# (11037) Distler
(11037) Distler ist ein Asteroid des Hauptgürtels, der am 2. Februar 1989 vom deutschen Astronomen Freimut Börngen an der Thüringer Landessternwarte Tautenburg (IAU-Code 033) in Thüringen entdeckt wurde.
Der Asteroid ist Mitglied der Koronis-Familie, einer Gruppe von Asteroiden, die nach (158) Koronis benannt ist.
(11037) Distler wurde am 24. Januar 2000 nach dem deutschen Komponisten und evangelischen Kirchenmusiker Hugo Distler (1908–1942) benannt, der als der bedeutendste Vertreter der Erneuerungsbewegung der evangelischen Kirchenmusik nach 1920 gilt.